# Židovský hřbitov v Puklicích

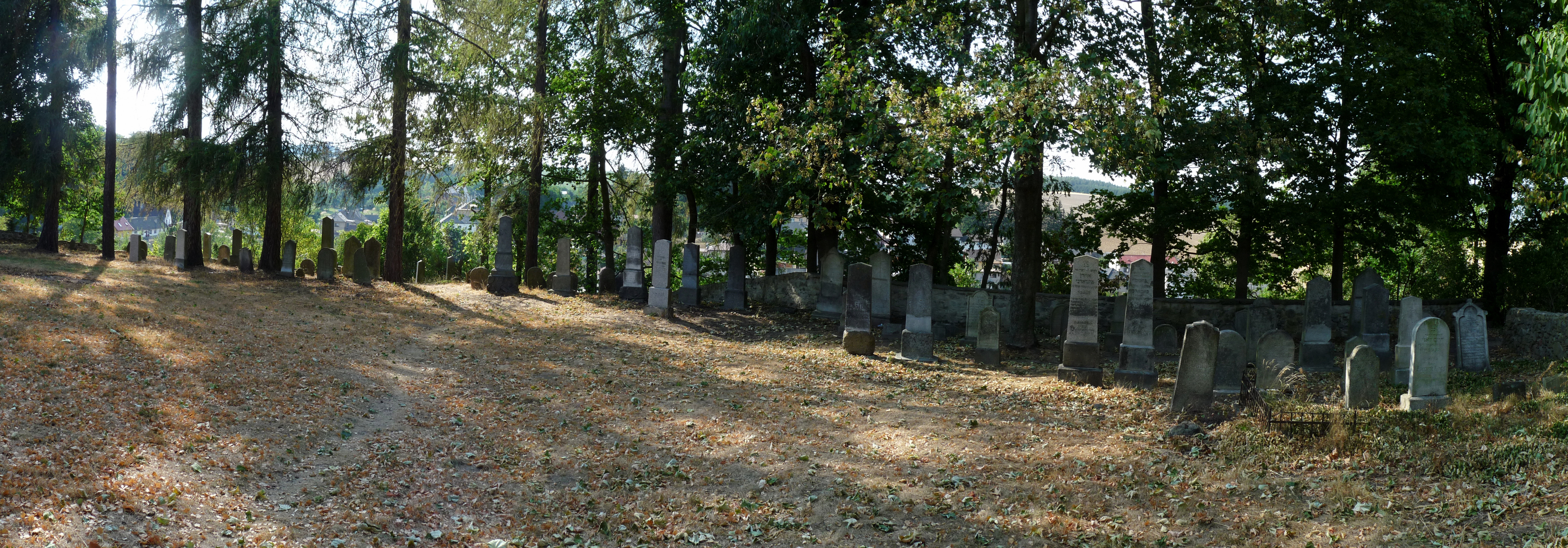
Pohled na hřbitov

Židovský hřbitov v Puklicích, kde byli pochováváni obyvatelé z celé oblasti (do roku 1870 i z Jihlavy), leží na kopci nad obcí Puklice. Je chráněn jako kulturní památka České republiky.
V obci se také nachází synagoga.

## Další fotografie

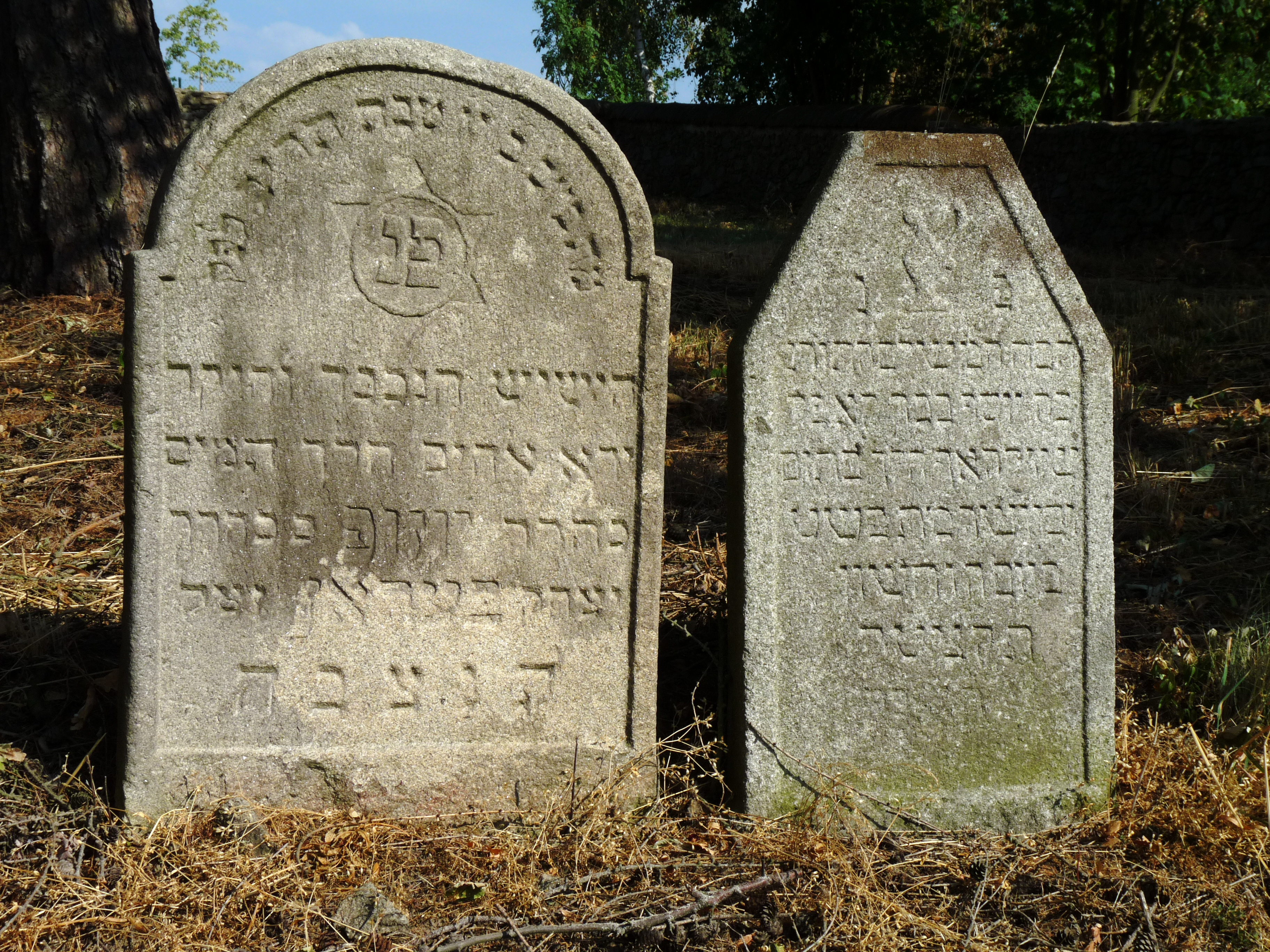
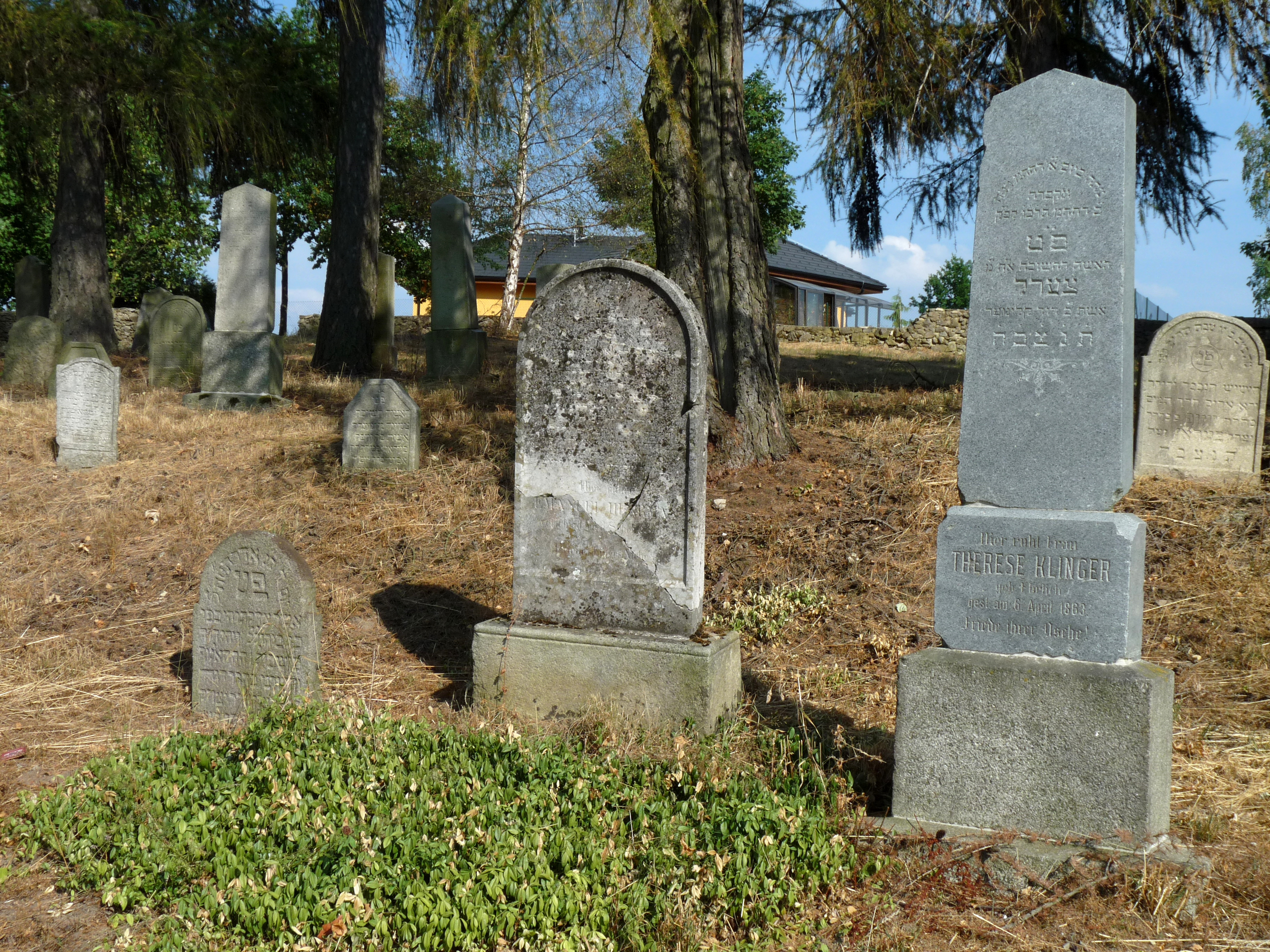
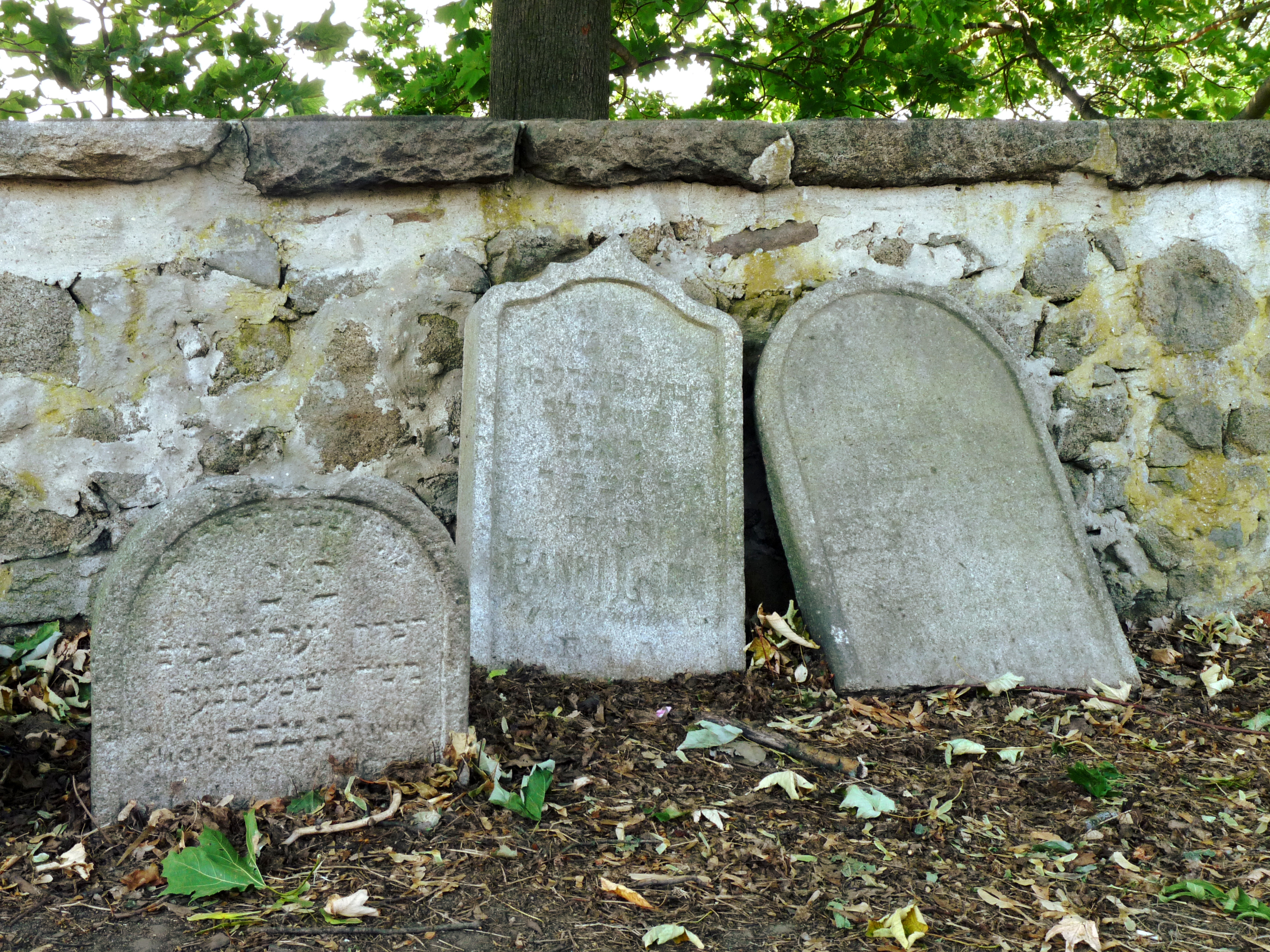